# Рыбак, Владислав Николаевич
Владислав Николаевич Рыбак (укр. Владислав Миколайович Рибак; род. 5 июля 2001, Кочубеевка, Черкасская область) — украинский футболист, вратарь клуба «Металлист».

## Биография
Родился в селе Кочубеевка. В юношеском чемпионате Черкасской области и ДЮФЛУ за уманские клубы ДЮСШ и УТК, а также за винницкую «Ниву». Взрослую футбольную карьеру начал в 2017 году в составе «Базиса» (Кочубевка) в чемпионате Черкасской области.
В преддверии старта сезона 2018/19 годов перебрался в «Зарю». В своем дебютном сезоне выступал за юношескую команду (U-19), а начиная со следующего сезона стал играть за молодежную команду «Зари». В сезоне 2020/21 года несколько раз попадал в завку на матчи Премьер-лиги Украины, но ни в одном из них на поле не выходил.
В конце июля 2021 года перешел в «Олимпик». В футболке донецкого клуба дебютировал 31 июля 2021 в победном (2:0) домашнем поединке 2-го тура Первой лиги Украины против франковского «Прикарпатья». Владислав вышел на поле в стартовом составе и отыграл весь матч. В первой половине сезона 2021/22 сыграл 10 матчей в Первой лиге Украины, еще 2 поединка провел в кубке Украины.
В конце января 2022 заключил договор с «Металлистом».
В июле 2022 года стал игроком «Днепра-1»[4], перейдя в состояние «днепрян» из «Металлиста» вместе с тренерами Александром Кучером и Юрием Ушмаевым, вице-президентом харьковского клуба Евгением Красниковым и еще четырьмя футболистами — Владимиром Танчиком, Сергеем Горбуновым, Эдуардом Сарапием и Русланом Бабенко.